# Xã Green Bay, Quận Lee, Iowa
Xã Green Bay (tiếng Anh: Green Bay Township) là một xã thuộc quận Lee, tiểu bang Iowa, Hoa Kỳ. Năm 2010, dân số của xã này là 566 người.